# بكالوريوس الحقوق

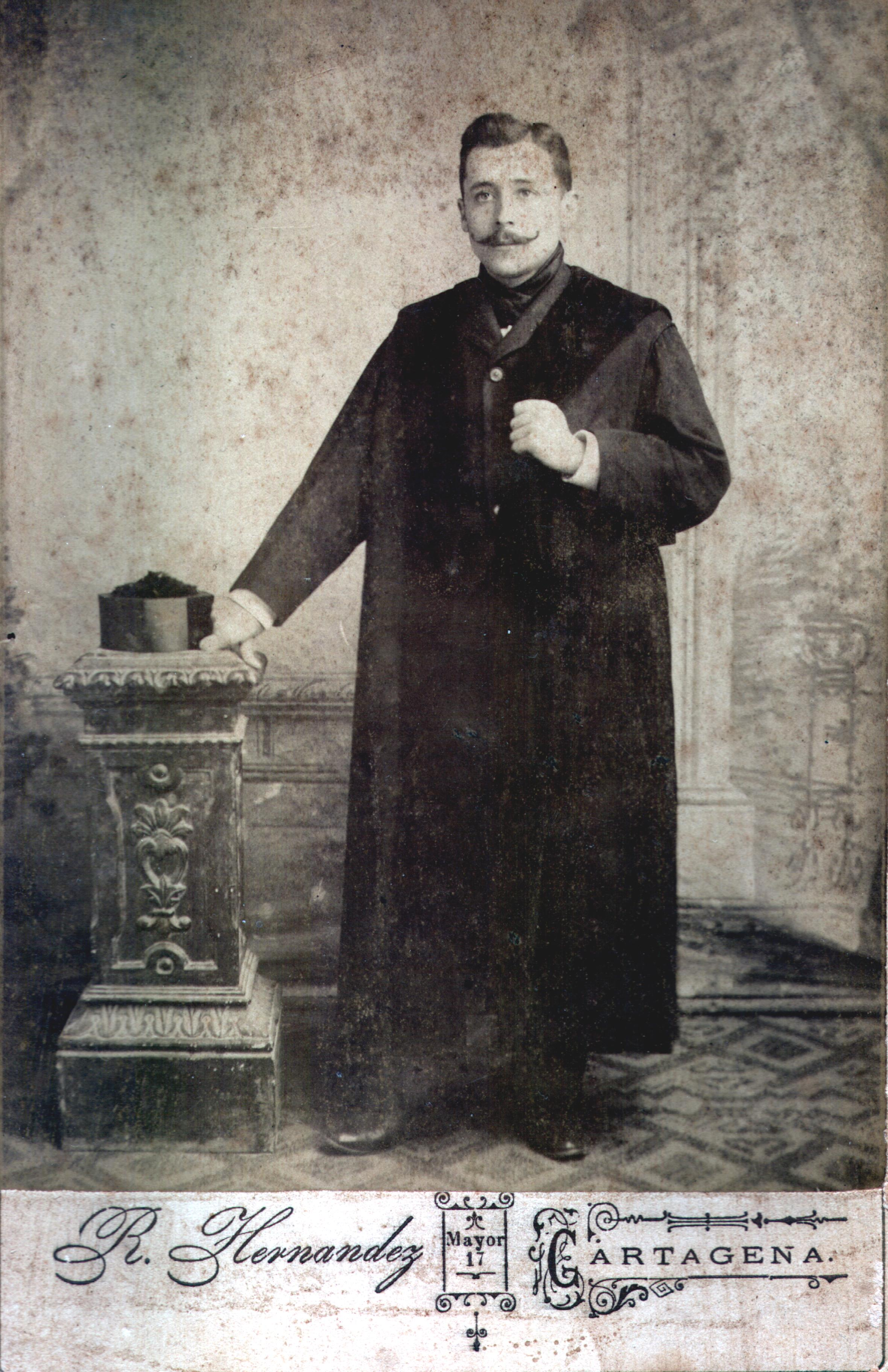

بكالوريوس الحقوق أو بكالوريوس القانون هي شهادة جامعية يحصل عليها الطالب المتخصص في مجال القانون، وهي موجودة في العديد من البلدان على رأسها الدول الناطقة باللغة الفرنسية في أوروبا وكذلك دول شمال أفريقيا

## في بلجيكا
في بلجيكا، وبعد الإصلاح الجامعي بسبب مشروع بولونيا، أصبحت درجة البكالوريوس تخص الطالب المختص في مجال القانون؛ حيث يتم الحصول عليها بعد 3 سنوات دراسية في الجامعة أو في المدارس العليا.
لا يزال هذا النظام متبع في بلجيكا، كما من الممكن أيضا أن يواصل الطالب الحاصل على هذه الشهادة دراسته في مجال العلوم الاجتماعية، إلا أن مواصلة صاحب الشهادة لمتابعة ماجستير في القانون ليس دائما ممكنا أو مباشرا؛ حيث يتعين عليه اجتياز مجموعة من المباريات وقد يفشل فيها أحيانا.

## في الدول الأنجلوسكسونية

### سويسرا
في سويسرا، يُعتبر الحصول على درجة البكالوريوس في القانون أول درجة جامعية للطالب في هذا المجال، حيث يتم الحصول عليها بعد ثلاث سنوات من الدراسة، وهي تحل محل (تعادل أو تكافئ) شهادة الإجازة، هذا وتجدر الإشارة إلى أن هذه الشهادة كانت تُسمى بالإجازة في سويسرا؛ لكن وابتداءا من تشرين الأول/أكتوبر من سنة 2006 تم تغيير اسمها لما هو عليه اليوم وذلك بعد المصادقة على ما جاء في مشروع بولونيا

### فرنسا
في فرنسا، كان يتم الحصول على هذه الشهادة بعد سنتين من الدراسات العليا في كلية القانون، إلا أن ذلك لم يعد ساري المفعول بعدما تم تعويضها بشهادة الدوغ (بالفرنسية: Deug)‏.
وفقا لمراسيم 21 أيلول/سبتمبر عام 1804 و22 أغسطس 1854 وتوقفات 22 سبتمبر 1843 ثم 4 فبراير عام 1853، فإنه يتوجب على الطالب قصد الحصول على درجة البكالوريوس في القانون أن يقوم بمتابعة الدروس لمدة سنتين في الكلية، حيث يجب عليه النجاح في ثمانية مواد واجتياز امتحانان نهائيان.

## وصلات خارجية
- وصف درجة البكالوريوس في القانون نسخة محفوظة 3 مارس 2016 على موقع واي باك مشين. من المدرسة العليا للتعليم العالي نامور نسخة محفوظة 3 مارس 2016 على موقع واي باك مشين.
- الملف الشخصي من أجل الدراسات العليا في القانون على موقع التعليم من مقاطعة لييج
- شهادة برنامج بكالوريوس في القانون من جامعة لافال في كندا.
- الحصول على درجة البكالوريوس في القانون من جامعة شيربروك في كندا.